# Всеволодчино
Всеволодчино — село в Балтайском районе Саратовской области Российской Федерации. Входит в состав поселения Балтайское муниципальное образование. По данным переписи населения 2010 года в селе Всеволодчино проживало 135 человек, из них 66 мужчин и 69 женщин.

## География
Село Всеволодчино располагается на юго-западной границе Балтайского района в 111 километрах от Саратова и в 11 километрах от Балтая. С районным центром село связано асфальтированной дорогой. Овраг Еклач с ручьём пролегает через всё село. На севере и западе находятся леса, на юге и востоке — сельскохозяйственные угодья.
Уличная сеть
В селе две улицы: Большая улица и Новая улица.

## История села
Русское владельческое село Всеволодчино (Всеволодчина, Старая Всеволодчина, Андреевка, Андреевское, Гевлич, Еклач) было основано в 1692 году. В 1750 году во Всеволодчине построили первую деревянную православную церковь, освящённую во имя Дмитрия Ростовского. В середине XIX века селом владел помещик Л. А. Киндяков.
В боях Великой Отечественной войны погибли 72 жителя Всеволодчина.
В ранние послевоенные годы село было центральной усадьбой колхоза «Восход».

## Население
| 2002 | 2010 |
| ---- | ---- |
| 206  | ↘135 |

## Известные люди
- Иван Ефимович Буслаев — герой Советского Союза.

## Инфраструктура
В настоящее время в селе работают дом культуры. Рядом с селом сохранился приусадебный парк К. С. Киндякова.
Во Всеволодчине сохранились в заброшенном состоянии остатки здания православного храма во имя Казанской Божией Матери, построенный в 1841 году тщанием помещика Якова Васильевича Сабурова.